# انتوني هيغينز
انتوني هيغينز (بالإنجليزية: Anthony Higgins)‏ (و. 1947 – م) هو ممثل، وموسيقي من المملكة المتحدة. ولد في نورثامبتون.

## وصلات خارجية
- انتوني هيغينز على موقع IMDb (الإنجليزية)
- انتوني هيغينز على موقع ألو سيني (الفرنسية)
- انتوني هيغينز على موقع أول موفي (الإنجليزية)
- انتوني هيغينز على موقع قاعدة بيانات الأفلام السويدية (السويدية)
- انتوني هيغينز على موقع قاعدة بيانات الفيلم (الإنجليزية)
- انتوني هيغينز على موقع كينوبويسك (الروسية)